# Franz Kamniker

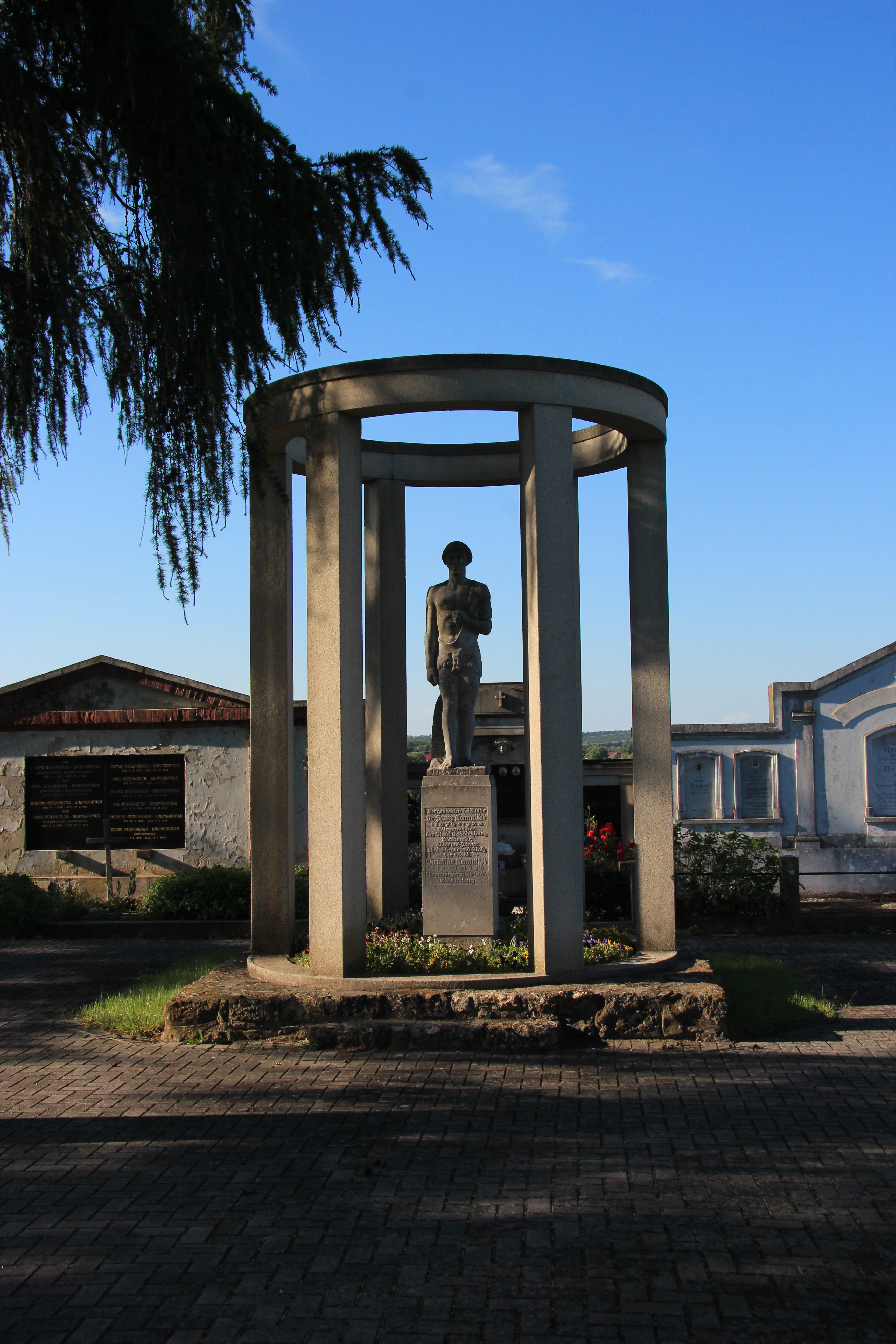
Kamniker-Grabmal am Friedhof in Goritz bei Radkersburg

Franz Xaver Vinzenz Anton Kamniker (* 16. September 1870 in Radkersburg; † 2. Februar 1928 ebenda) war ein österreichischer Mediziner und Politiker.

## Leben
Als Sohn des Kaufmanns Franz Kamniker senior geboren, studierte Kamniker nach dem Besuch des II. Staatsgymnasiums in Graz Medizin in Graz. Nachdem er bereits in seiner Schulzeit Mitglied der pennal-conservativen Burschenschaft Allemannia Graz geworden war, wurde er während seines Studiums 1889 Mitglied der Akademischen Burschenschaft Marcho-Teutonia Graz. 1895 wurde er zum Dr. med. promoviert.

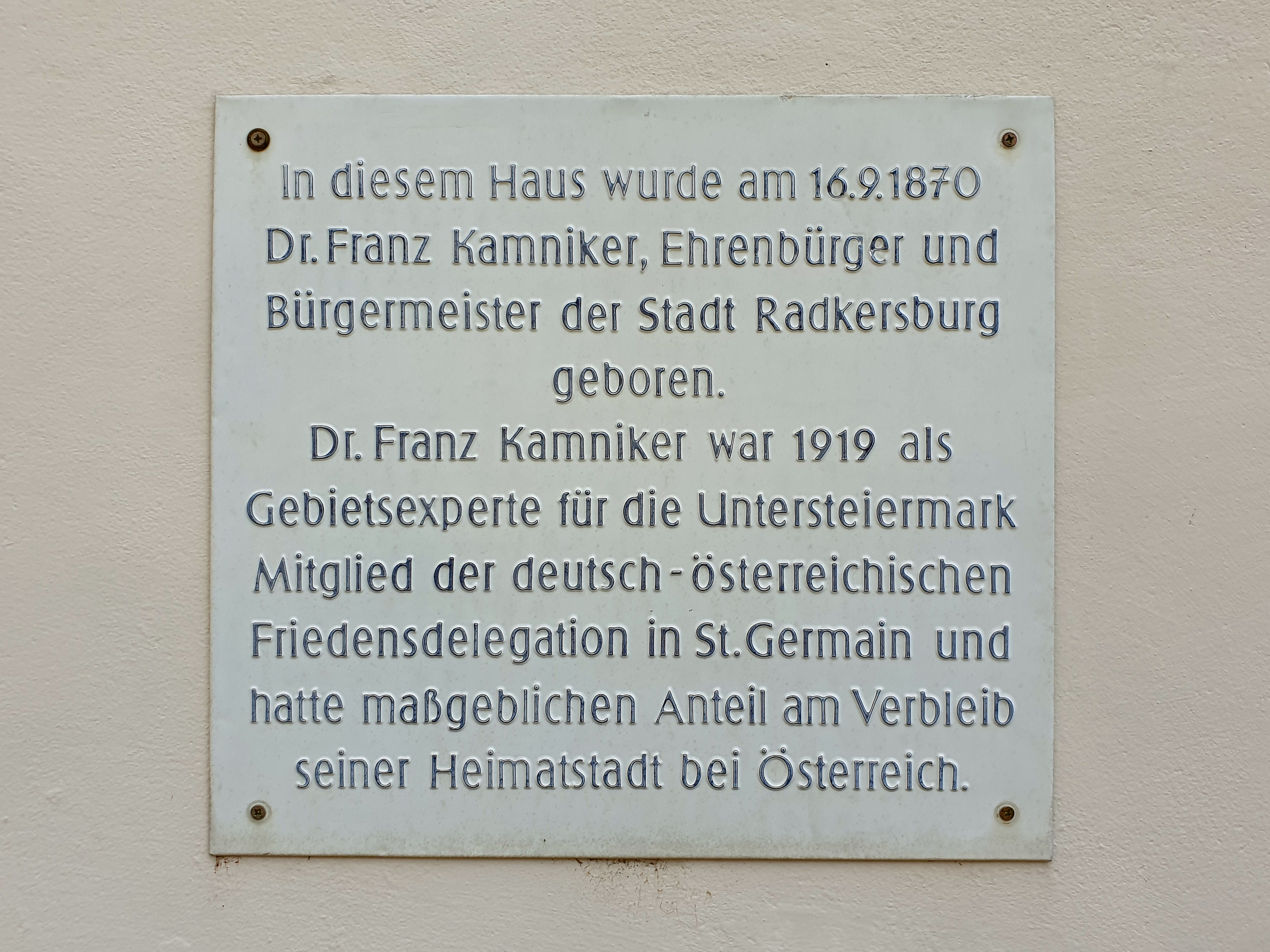
Gedenktafel am Geburtshaus

Er wurde nach Station in Wien Arzt in Radkersburg. 1901 wurde er Gemeinderat, 1912 Bürgermeisterstellvertreter. 1918 wurde er Medizinalrat. Er war Kammerobmannstellvertreter der Steiermärkischen Ärztekammer. Er engagierte sich im Großdeutschen Volksverein für die Steiermark und war in der Landesparteileitung der Großdeutschen Volkspartei tätig.
Nach dem Ersten Weltkrieg setzte er sich gegen slowenische Gruppen zur Wehr, gründete eine Ortswehr, wurde mehrfach verhaftet und als Geisel verschleppt. 1919 gehörte er der deutsch-österreichischen Friedensdelegation an, die in St. Germain tagte und erreichte einen Abzug der slowenischen Truppen und den Verbleib seiner Heimatstadt und des linken Murufers bis Spielfeld bei Österreich. 1920 wurde er Ehrenbürger von Radkersburg, Goritz, Zelting und weiteren südsteirischen Gemeinden. 1921 wurde er Bürgermeister von Radkersburg. Er gehörte ab 1923 als Abgeordneter dem Steiermärkischen Landtag an.